# 가야산은분취
가야산은분취(학명: Saussurea pseudogracilis)는 국화과의 여러해살이풀이다. 보통 깊은 산 속에서 서식하는 것으로 알려져 있다. 꽃의 개화 시기는 8~9월 사이로, 자주색으로 개화한다. 어린 순은 나물로 먹을 수 있다.